# 近鉄百貨店名古屋店
近鉄百貨店名古屋店（きんてつひゃっかてん なごやてん、別名：「近鉄パッセ (Kintetsu Pass'e)」）は、愛知県名古屋市中村区名駅1丁目2番地2号にある日本の百貨店の1つ。
大阪府大阪市阿倍野区に本社を置く近鉄百貨店の1店舗で、同じく近鉄グループに属する。かつては三重県四日市市に本社を置く中部近鉄百貨店の店舗だったが、同社が2009年（平成21年）3月に近鉄百貨店と合併したことにより近鉄百貨店の1店舗となった。
また、名古屋近鉄ビルとしては、坂倉準三の建築として知られる。
2026年2月28日をもって閉店予定。

## 概要
1966年（昭和41年）の名古屋近鉄ビルの竣工とともに開業。「近鉄パッセ（Pass'e）」という名称を用いており、一般的に「パッセ」と呼ばれ、百貨店と呼ばれることは無い。ファッションビルに分類されることもあり、公式のX（旧・Twitter）アカウントでもそのように案内している。「パッセ」とはPassion（情熱）とEnergy（活気）を組み合わせた造語であり、1998年（平成10年）3月の店舗リニューアル時より使われている。
北隣には名鉄グループに属する名鉄百貨店本店本館があり、また、南隣には同じく名鉄グループの名鉄百貨店本店メンズ館とヤマダ電機（LABI、旧・名鉄百貨店本店ヤング館）が建てられているため、近鉄パッセは名鉄百貨店各館に挟まれるように立地している。ビルの地下には近鉄名古屋駅があり、中地下1階（MB1F）に同駅の中央改札がある。さらに地下1階では名鉄百貨店本店本館とメンズ館、および名駅地下街サンロードと直結している。また、3階にもメンズ館への連絡通路がある。

### 業態転換
名古屋駅（以下名駅）地区には近鉄パッセのほか、前述の名鉄百貨店各館やジェイアール名古屋タカシマヤもあるが（さらに2010年（平成22年）8月までは松坂屋名古屋駅店もあった）、現在の近鉄パッセは他店とは一線を画し、若者向けのレディースファッションに特化している。1998年（平成10年）3月の店舗リニューアル前までは呉服店や宝飾品店も入居していたが、リニューアルを機に10代 - 20代の女性を顧客層としたコンセプトを打ち出すようになり、以来、呉服や宝飾品は取り扱わなくなった。また、2000年代中期までは6階にメンズファッション店が、7階に無印良品が入居していたが、これらも名鉄百貨店などへ移動したあと、レディースファッション店に置き換えられていった。
近鉄パッセは名古屋地区全体を見ても有数の書籍・CDの発売記念イベントの開催地であり、特に8階の星野書店近鉄パッセ店や9階のタワーレコード名古屋近鉄パッセ店ではたびたび新商品発売を記念しての握手会などが行われている。また、1階から7階までの売場にもファッションモデルが来店することがある。イベントのスケジュールはエレベーター内モニターや掲示板などで知ることができる。店内でのインストアイベントを開催するほか、ビル屋上でイベントを開催することもある。

### 営業時間
営業時間は1階から7階までの売場が10:00 - 20:00までで、かつては全フロアがこれに準拠していたが、地下1階の食品売場のみ2006年（平成18年）8月より閉店時間を20:30までに延長。また、8階・9階の売場も2009年（平成21年）3月より21:00までに延長した。名駅地区の他の百貨店の営業時間に比べ、終日やや遅くまで営業している。

## フロアガイド
名古屋近鉄ビルは10階建てで、1階は奥が近鉄名古屋駅中央改札を擁する中地下1階になっているため、フロア面積はごく僅かである。

### 10階
- 近鉄パッセ事務所
- ミュゼプラチナム近鉄パッセ店
- ゆうゆうパソコン教室
- ニューナゴヤクリニック歯科

### 9階
- タワーレコード名古屋近鉄パッセ店

### 8階
- 星野書店近鉄パッセ店
- キクチメガネ近鉄パッセ店

### 7階 - 1階
- レディースファッションや雑貨を中心としたフロア
- ダイソー近鉄パッセ店（6階、2022年（令和4年）6月17日開店[9]）
- キラキラドンキ（5階、2023年（令和5年）6月2日開店[10]）

### 地下1階
- 食品売場[6] - 成城石井、御座候近鉄東海店など

### フロアガイドの補足
かつては10階は別管轄だったため公式サイトには掲載されていなかったが、ミュゼプラチナムが入居後はフロアガイドに10階も掲載されるようになった。
エレベータは3基。地下1階 - 中地下1階 - （2階 - 6階は通過） - 7階 - 8階 - 9階 - 10階停車が2基、柱を挟んでB1階 - 1階 - （各階停車） - 10階が1基。エスカレータは9階止まりで客用階段は無く、10階へはエレベータで上がる。
駐車場は無い。

## 名古屋近鉄ビル
ビルは、ル・コルビュジエの弟子にあたる坂倉準三の設計であり、1966年（昭和41年）の竣工である。
特に2階から8階部分のピッチの異なるルーパーのデザインは、ル・コルビュジエもしばしば用いたものである。
しかし、名古屋鉄道の2017年（平成29年）3月29日の名鉄名古屋駅再開発計画により、名鉄百貨店・名鉄グランドホテル・大手町建物名古屋駅前ビル（ビル内にヤマダデンキLABI名古屋店）・日本生命笹島ビルも建物を一体化して改築予定となり、ビル単体は消滅する。近鉄グループは名駅エリアにおけるホテル事業に意欲を示しているための再開発計画に乗った形となっている。

## その他
百貨店であるため、百貨店共通商品券が使用できる。8階・9階でも使用可能。
四日市店と異なり、近鉄友の会は従来のお買い物券と友の会カードでの支払いのみ可能であり、ポイントクラブカードは使用できない。また、名古屋店での友の会の申し込みもできない。
QUICPay、iD、交通系電子マネー、PiTaPa、楽天Edyの計5種の電子マネーが使用できる。また、銀聯も使用可能。
1989年（平成元年）までは近畿日本鉄道名古屋営業局（現在の名古屋輸送統括部）が入っていたが、同営業局は名称をそのままに四日市市へ移転した。当店の売場増床に加え、近鉄沿線の端から名古屋線の中央部に移転することで効率的な運営を図る目的だった。なお、同様に入居していた近畿日本鉄道名古屋支社は桜通豊田ビルに移転した後、近鉄グループホールディングスに引き継がれたが、2021年（令和3年）6月18日に廃止された。